# Аль-Хиляль (футбольный клуб, Кадугли)
«Аль-Хиляль» (араб. الهلال‎) — суданский футбольный клуб из Кадугли. Выступает в Премьер-лиге Судана. Основан в 1962 году. Домашние матчи проводит на стадионе «Кадугли», вмещающем 5 000 зрителей.
Клуб дебютировал в Премьер-лиге Судана в 2008 году. Он стал первым клубом из Западного Судана, который поднялся до высшего дивизиона. В своём первом сезоне Аль-Хиляль заработал 18 очков и занял предпоследнее место. В том сезоне высший дивизион должен был покинуть лишь один клуб, который определялся в дополнительных матчах между аутсайдерами. На выезде Аль-Хиляль сыграл вничью 1-1 с хозяевами, командой «Гезират». А дома победили со счётом 1-0 и сохранили место в премьер-лиге. В том же сезоне команда дошла до четвертьфинала Кубка Судана, где по пенальти уступила «Аль-Ахли» из Вад-Медани.
В последующие годы команда у команды были взлёты и падения. Так в 2011 году она заняла шестое место. А в сезоне 2015 «Аль-Хиляль» занял предпоследнее место и ему пришлось отстаивать место в элите в стыковочных матчах. Следующий год стал самым успешным в истории команды, она заняла четвёртое место в чемпионате.